# Saison 1 de Loki
Chronologie
Saison 2
Cet article présente les 6 épisodes de la première saison de la série télévisée américaine Loki.

## Synopsis
Alors que Loki a été tué par Thanos dans Avengers : Infinity War, l'histoire prend place plus tôt, en 2012, dans un nexus créé par le Casse temporel des Avengers après que le Loki de 2012 se soit échappé avec le Tesseract. Après son évasion, il est intercepté par les Minuteurs du Tribunal des Variations Anachroniques (ou TVA, Time Variance Authority en VO), un organisme qui agit pour arrêter toute personne qui tenterait d'altérer le passé ou le futur et qui protège l'Éternel Flux Temporel. L'agent du TVA Mobius M. Mobius lui demande, pour le meilleur et pour le pire, sa collaboration afin de retrouver une version alternative de lui-même qui crée le chaos à des époques variées du temps dans une lutte sans merci contre le TVA. Celle-ci s'avère être Sylvie, son Variant féminin, dont il tombera amoureux. Tous deux s'allieront et partiront à la recherche du créateur du TVA.

## Distribution
Sauf indication contraire, les informations mentionnées dans cette section peuvent être confirmées par les bases de données cinématographiques IMDb et Allociné,  présentes dans la section « Liens externes ».

### Acteurs principaux
Note : Les acteurs ci-dessous sont crédités dans la distribution principale uniquement dans les épisodes où ils apparaissent.
- Tom Hiddleston (VF : Alexis Victor ; VQ : Frédéric Millaire-Zouvi) : Loki
- Gugu Mbatha-Raw (VF : Déborah Claude ; VQ : Marie-Evelyne Lessard) : Rebecca Tourminet / Ravonna Renslayer
- Wunmi Mosaku (VF : Corinne Wellong ; VQ : Cynthia Trudel) : Dr Verity Willis / Chasseuse B-15 (épisodes 1, 2 et 4-6)
- Eugene Cordero (en) (VF et VQ : Jérémy Prévost) : Frank Morris / Casey (épisodes 1, 2 et 6)
- Tara Strong (VF et VQ : Zina Khakhoulia) : Miss Minutes (voix - épisodes 1, 2, 5 et 6)
- Owen Wilson (VF : Éric Legrand ; VQ : Antoine Durand) : Don / Mobius M. Mobius (épisodes 1, 2 et 4-6)
- Sophia Di Martino (VF : Laura Préjean ; VQ : Rose-Maïté Erkoreka) : Sylvie (épisodes 2-6)
- Sasha Lane (VF et VQ : Amélie Porteu de la Morandière) : Chasseuse C-20 (épisodes 2-4)
- Jack Veal (VF et VQ : Nathan Willems) : Loki Enfant (épisodes 4 et 5)
- DeObia Oparei (VF et VQ : Frantz Confiac) : Loki le Fanfaron (épisodes 4 et 5)
- Richard E. Grant (VF et VQ : Gabriel Le Doze) : Loki Classique (épisodes 4 et 5)
- Jonathan Majors (VF : Diouc Koma ; VQ : Philippe Racine) : Celui Qui Demeure (épisodes 4 et 6)

### Acteurs récurrents
- Neil Ellice (VF et VQ : Éric Peter) : Chasseur D-90 (4 épisodes)

### Invités
- Derek Russo (VF et VQ : Frédéric Souterelle) : Chasseur U-92 (épisode 1)
- Josh Fadem : Martin (épisode 1)
- Austin Freeman (VF et VQ : Alexandre Bierry) : Randy (épisode 2)
- Lucius Baston : le client de Roxxcart (épisode 2)
- Susan Gallagher (VF et VQ : Marie-Madeleine Burguet-Le Doze) : la veuve sur Lamentis (épisode 3)
- Jaimie Alexander (VF : Ingrid Donnadieu ; VQ : Marie-Claude Hénault) : Lady Sif (épisode 4)
- Cailey Fleming : Sylvie, enfant (épisode 4)
- Chris Hemsworth (VF et VQ : sans dialogues) : Throg (épisode 5, caméo vocal - non crédité)

## Épisodes

### Épisode 1:Un destin exceptionnel
- Mondial : 9 juin 2021 sur Disney+

- Derek Russo (Chasseur U-92)
- Erika Coleman (hôtesse de l'air)
- Josh Fadem (Martin)
- Jon Levine (employé du TVA)
- Aaron Beelner (employé du TVA chargé de scanner les Variants)

Après s'être emparé du Tesseract en 2012, Loki atterrit en plein désert de Gobi, dévisagé par des Mongols interloqués. C'est alors que surgissent par un portail spatio-temporel les « Minuteurs » du TVA, menés par la Chasseuse B-15, qui restaurent le flux temporel à l'aide d'un petit appareil et embarquent Loki manu militari vers le TVA. Incrédule, il y apprend par l'intelligence artificielle du TVA, Miss Minutes, pourquoi il se retrouve ici : au temps jadis, une immense Guerre multiverselle faisait rage. Des myriades de flux temporels uniques se disputèrent la suprématie et faillirent conduire à la destruction de tout le multivers. C'est alors que les omniscients Gardiens du Temps émergèrent et rétablirent la paix en réorganisant le multivers selon un unique flux temporel, l'Éternel Flux Temporel. Aujourd'hui, les Gardiens protègent et préservent la fluidité du temps pour chaque créature et chaque chose. Mais parfois des gens s'écartent du chemin créé par les Gardiens. Ces gens se nomment des Variants. Lorsqu'une personne s'éloigne de son chemin cela entraîne un nexus, qu'il faut neutraliser avant qu'il se divise jusqu'au chaos et entraîne une nouvelle Guerre multiverselle. Pour éviter cette catastrophe, les Gardiens ont créé le TVA et tous ses agents. Les « Minuteurs » du TVA sont intervenus pour corriger l'erreur de chaque Variant et remettre le temps sur ses rails prédéterminés. Maintenant que leurs actions les ont privé de leur place dans le flux temporel, les Variants doivent être jugés pour leurs infractions. Loki entre dans cette catégorie, puisque dans le cours normal du temps, il est censé mourir en 2018 des mains de Thanos. Pendant ce temps, l'agent Mobius constate les méfaits d'un Variant dans une église d'Aix-en-Provence, en France, en 1549. Il est rappelé dans les quartiers généraux du TVA compte tenu de l'arrivée du dieu de la Malice.
Jugé pour ses « crimes contre l'Éternel Flux Temporel », Loki tente de se défendre en accusant les Avengers de l'avoir modifié, mais la Juge Ravonna Renslayer lui répond que leur intervention était « prévue », à l'inverse de son évasion qui a généré une version alternative de sa propre chronologie. Il constate à ses dépens que ses pouvoirs magiques sont inopérants ici. Il est condamné à être « réinitialisé », mais Mobius s'interpose, car il a une « intuition ». Il emmène Loki dans une salle nommée « Théâtre du Temps », discute avec lui pour tenter de percer à jour sa personnalité et ses motivations (celles-ci étant sa « glorieuse destinée » en tant que Roi de Midgard (la Terre), des Neuf Royaumes voire de l'espace entier). Mobius montre notamment à Loki le film de sa vie dans le cours normal du temps notamment lorsqu'il endosse l'alias de D. B. Cooper le 24 novembre 1971. Il insiste sur l'assassinat par un elfe noir de Frigga, reine d'Asgard et mère adoptive du dieu de la Malice, révélation d'autant plus douloureuse pour Loki qu'il en sera en partie responsable. Mobius lui dit qu'il n'est pas né pour être un Dieu, mais seulement pour causer la souffrance et la mort, et tente d'en comprendre les raisons.
Appelé d'urgence, Mobius laisse Loki seul dans la salle, et ce dernier tente de s'échapper. Se baladant dans les couloirs du TVA, il menace un employé et lui ordonne de lui rendre le Tesseract. Celui-ci est conservé dans un simple tiroir, sans protection particulière, au milieu de toutes les Pierres d'Infinité en plusieurs exemplaires (et qui n'ont aucun pouvoir en ces lieux, servant notamment de « presse-papier »), ce qui le surprend grandement et lui fait réaliser l'ampleur de l'organisation. Il échoue à s'échapper au moyen du Tesseract et comprend qu'il est impossible de s'évader du TVA. De retour dans le Théâtre du Temps, seul, il fait alors avancer le film de sa vie, assistant à la disparition de son père adoptif Odin en Norvège, sous ses yeux et ceux de son « frère » Thor, jusqu'à voir, interloqué, sa propre mort des mains de Thanos. Mobius le rejoint à ce moment et lui annonce qu'il a l'intention de lui confier une mission, car un « Variant » qui s'est échappé élimine un à un les « Minuteurs » du TVA à différentes époques du temps. Le dieu de la Malice doit les aider à le retrouver. Quand Loki lui demande pourquoi ils ont besoin de lui, Mobius lui répond : « Ce Variant que nous pourchassons, c'est vous ».

### Épisode 2:Le Variant
- Mondial : 16 juin 2021 sur Disney+

- Austin Freeman (Randy)
- Lucius Baston (client de Roxxcart)
- Dayna Beilenson (archiviste du TVA)
- Kate Berlant (femme à la foire médiévale)
- Ricky Muse (employé de Roxxcart)
- Christopher Cocke (réfugié de l'ouragan)

En 1985, lors d'une fête médiévale à Oshkosh dans le Wisconsin, le « Loki encapuchonné » tend une nouvelle embuscade à des Minuteurs. Il utilise ses pouvoirs pour prendre le contrôle mental de la cheffe de section (la Chasseuse C-20), laquelle élimine elle-même ses collègues. Il disparait avec elle en ouvrant un portail spatio-temporel, après avoir à nouveau collecté leurs appareils servant à restaurer le flux temporel. La première mission du Loki collaborateur du TVA est d'aller constater les dégâts avec Mobius dans le Wisconsin en 1985, où il tente d'embrouiller Mobius et ses Minuteurs, mais ce dernier perce son jeu. Après l'échec de cette mission qui était notamment destinée à retrouver C-20, Mobius négocie avec sa supérieure, Ravonna Renslayer, pour continuer à utiliser Loki dans la recherche de ses autres versions Variantes. Elle accepte du bout des lèvres.
Dans ses recherches au sein du monde bureaucratique et rétrofuturiste du TVA, Loki tombe sur des dossiers relatifs à la destruction d'Asgard par Surtur, le Ragnarök. Il constate qu'aucune variation d'énergie ne fut détecté. Loki part trouver Mobius et lui expliquer sa théorie : le Variant se cache dans les apocalypses. Il lui précise que le Variant pourrait se rendre à un endroit avant qu'il ne soit totalement détruit et tout ce qu'il pourrait dire ou faire n'aura d'importance, car cela ne s'opposerait pas au cours normal du temps. Loki en conclut que le Variant pourrait se cacher dans une « apocalypse » et faire tout ce qu'il souhaite sans même que le TVA le sache. Mobius et Loki se rendent ainsi au moment de l'éruption du Vésuve à Pompéi en l'an 79, où sa théorie se vérifie. Ils reviennent au TVA et se mettent à la recherche d'une apocalypse où pourrait se cacher le Variant. À l'aide d'un paquet de chewing-gums de la marque « Kablooie », que le Variant avait offert à un enfant de 1549 lors de l'embuscade tendue dans l'église d'Aix-en-Provence, Loki trouve l'endroit. La marque a été vendue sur Terre que de 2047 à 2051, il recherche un évènement apocalyptique entre ces périodes, et tombe sur l'ouragan de 2050 qui a détruit la ville de Haven Hills dans l'Alabama, et en particulier le grand supermarché Roxxcart. Mobius négocie à nouveau avec Renslayer et obtient son accord pour poursuivre avec son Loki. Ce dernier accepte la collaboration à la condition qu'en cas de réussite, il ait l'opportunité de rencontrer les créateurs du TVA : les légendaires trois Gardiens du Temps.
Arrivés chez Roxxcart, les équipes se séparent : Mobius et une équipe de Minuteurs retrouvent la Chasseuse C-20 ligotée et très perturbée. Elle leur explique qu'elle a révélé au Variant l'endroit où se trouvent les Gardiens du Temps.
De son côté, Loki part dans les rayons en compagnie de la Chasseuse B-15. Alors que l'ouragan fait rage à l'extérieur, ils tombent sur un client dans le rayon « plantes », qui se révèle « possédé » par une version du Variant Loki. Celui-ci touche B-15 et s'empare de son corps. Les deux Loki parlementent, le mystérieux Variant changeant de corps pendant leur conversation. Le Loki collaborateur du TVA explique à son alter ego qu'il a « infiltré » cet organisme dans le but de « renverser les Gardiens du Temps », et lui demande de « devenir son lieutenant ». Ce dernier refuse, et les deux se battent. Le Variant, ayant pris la forme d'un homme à forte carrure, a clairement l'avantage sur le Loki du TVA, le laissant groggy au sol. Il active alors tout un réseau d'appareils à restaurer le flux temporel placés partout dans le supermarché qui disparaissent un à un dans des trappes spatio-temporelles. Des nexus se développent à grande vitesse, endommageant ainsi l'Éternel Flux Temporel.

### Épisode 3:Lamentis
- Mondial : 23 juin 2021 sur Disney+

- Susan Gallagher (veuve)
- Alex Van (Patrice)
- Ben Vandermey (Hudson)
- Jon Collin Barclay (Hicks)

Le portail temporel ouvert par la Variante, suivie par Loki dans le supermarché Roxxcart, mène au TVA. Elle avait soutiré des informations à la Chasseuse C-20 et sait où aller pour trouver les Gardiens du Temps. Elle élimine plusieurs Minuteurs et se dirige vers un ascenseur doré, Loki la rattrape et ils se battent. Ravonna Renslayer arrive sur les lieux avec deux Minuteurs au moment où la Variante tient un couteau sur la gorge de Loki, menaçant de l'égorger, ce qui ne dérange pas Renslayer. À ce moment, le dieu de la Malice attrape le Pad Temporel dans la poche de la cape de Sylvie (la Variante), l'active, et tous deux disparaissent.
Ils atterrissent en 2077 sur une lune minière, Lamentis-1, où va se dérouler « la pire des apocalypses », sa planète en perdition étant en train de se rapprocher dangereusement, sur le point de la percuter, lâchant en attendant de nombreuses météorites qui bombardent le sol. Loki et Sylvie (qui explique qu'elle ne veut plus se faire appeler Loki et qu'elle s'est choisie ce nom) continuent à se battre. Elle récupère le Pad Temporel, mais celui-ci ne peut pas fonctionner, sa batterie étant tombée à plat. Elle lui explique qu'il a interrompu son plan qu'elle avait mis en place depuis des années, qu'elle a l'intention de retourner au TVA pour le mener à bien et de le tuer ensuite (« ou c'est moi qui te tuerai » lui répond Loki). Sylvie et Loki sont contraints de faire équipe afin, dans un premier temps, de trouver une source d'énergie suffisamment puissante pour recharger le Pad.
Ils parviennent, grâce à un subterfuge de Loki déguisé en gardien, et au pouvoir mental de Sylvie, à embarquer dans le train qui se dirige vers l'« Arche », le vaisseau destiné à évacuer les quelques habitants privilégiés de la planète, et d'où ils pensent tirer l'énergie nécessaire au rechargement du Pad Temporel. Dans le train, ils discutent, Loki évoque son passé à Asgard, et Sylvie ne révèle rien. Ils parlent de l'amour, Loki se saoule, Sylvie s'endort. Quand elle se réveille, elle le voit en train de chanter avec les passagers, ayant oublié son déguisement de gardien, apparaissant avec sa veste du TVA. Ils sont ainsi repérés. De nombreux gardiens arrivent pour les interpeller, et dans le combat général, Loki est balancé par la fenêtre du wagon. Compte tenu du fait que le Pad est en sa possession, Sylvie plonge à son tour à travers la fenêtre brisée. Là, dans ce paysage minier, ils s'aperçoivent que dans la chute de Loki, le Pad a été réduit en miettes.

### Épisode 4:Le Nexus
- Mondial : 30 juin 2021 sur Disney+

- Jaimie Alexander (Lady Sif)
- Cailey Fleming (Sylvie, enfant)
- Jon Levine (employé du TVA)
- Aaron Beelner (employé du TVA chargé de scanner les Variants)

Sylvie, enfant d'une dizaine d'années, est en train de jouer dans un palais asgardien quand une équipe de Minuteurs, dont Ravonna Renslayer plus jeune, arrive par un portail et l'embarque au TVA. Sylvie est une Variante, une « anomalie » et sans le savoir, coupable de crimes contre l'Éternel Flux Temporel. Amenée devant le tribunal, elle parvient à s'échapper en subtilisant son Pad Temporel à Renslayer qui l'a emmenée là. Elle ouvre un portail et disparaît. De retour à la période où se déroule l'action, Renslayer consulte les trois Gardiens du Temps. À sa sortie, Mobius l'aborde et lui demande de pouvoir interroger la Chasseuse C-20, il a noté qu'elle répétait « c'est réel, c'est réel ! » et veut en savoir plus. Mais la juge lui révèle que C-20 est morte. Sur Lamentis-1, Loki et Sylvie s'apprêtent à mourir dans l'apocalypse. Elle lui raconte son enfance sur Asgard, comment elle s'est échappée du TVA, le fait qu'elle créait des nexus et était repérée partout où elle allait, le fait qu'elle n'était pas censée exister, et comment elle a trouvé un moyen de se cacher « dans l'agonie de milliers de mondes ». Au moment où Lamentis-1 va être pulvérisée, Loki prend la main de Sylvie. À la dernière seconde, cet évènement sentimental crée un nexus, repéré au TVA, et les deux « Loki » sont extraits par les Minuteurs et arrêtés.
Loki et Sylvie sont séparés. Mobius emmène le dieu de la Malice dans le « Théâtre du Temps ». Ce dernier a juste le temps de lui dire que le TVA lui ment, avant d'être balancé sur Asgard par un portail. Là, il est prisonnier d'une boucle temporelle, qui voit la guerrière Sif arriver devant lui, furieuse après une de ses farces, l'insulter et le frapper, la même scène se reproduisant à l'infini. Finalement, Loki admet que les insultes de Sif sont méritées, Mobius l'extrait de ce supplice, ils discutent et l'agent du TVA comprend ce qui a créé le nexus permettant de les localiser sur Lamentis-1, se moquant de Loki, « un narcissique amoureux d'une autre version de lui-même ». Loki lui révèle alors que tous les agents du TVA sont des Variants qui ont été enlevés et dont les souvenirs ont été effacés. Il souligne que Sylvie, par ses pouvoirs mentaux, s'est montrée capable de raviver les souvenirs de C-20 dans son passé sur Terre. Mobius est particulièrement troublé. B-15, qui l'est tout autant, se débrouille pour se faire ouvrir la porte de la salle où est gardée Sylvie. Elle ouvre un portail et la ramène devant le supermarché Roxxcart. Là, Sylvie la touche, et B-15 retrouve tout son passé. Mobius va voir Renslayer dans son bureau, qui lui explique que la mission est terminée avec succès, puisque les deux Loki sont sous leur garde, mais il parvient à lui subtiliser son Pad Temporel en le remplaçant par le sien. Il se cache dans la bibliothèque pour l'examiner, et tombe sur les images de l'interrogatoire de C-20, qui raconte que Sylvie lui a redonné tous ses souvenirs, qu'elle avait une vie sur Terre, et qu'elle est devenue une Variante comme tous les agents du TVA. La vidéo consultée par Mobius s'achève sur le visage affolé de Renslayer.
Mobius va retrouver Loki qu'il avait renvoyé dans la boucle temporelle sur Asgard. Il lui dit qu'il a compris qu'il disait vrai. Il le ramène au TVA, mais tous deux tombent sur Renslayer entourée de Minuteurs. Elle lui demande de lui rendre son Pad Temporel. Puis un Minuteur le touche avec son « bâton effaceur » et Mobius est brouillé. Loki et Sylvie sont emmenés devant l'ascenseur doré qui mène aux Gardiens du Temps. À l'intérieur, Sylvie demande à Renslayer ce qui a créé le Nexus entraînant son arrestation enfant mais la Juge lui dit ne pas s'en souvenir. Elle les livre aux Gardiens du Temps, trois êtres bleutés en lévitation sur leurs trônes, qui demandent aux deux Loki ce qu'ils ont à dire pour leur défense avant d'être exécutés. Mais B-15 arrive sur les lieux, les libère, et un violent combat commence entre Renslayer et les gardes de la salle des Gardiens, face aux deux Variants. Sylvie assomme la Juge, ils ont le dessus. Elle projette une épée sur un des Gardiens, le décapite, et ils s'aperçoivent que sa tête est celle d'un androïde « sans cervelle ». Les trois androïdes sont ainsi désactivés. Loki se demande alors « qui a créé le TVA ? ».
Il s'approche de Sylvie et s'apprête à lui révéler son amour pour elle : « tout ça est nouveau pour moi ». Il met sa main sur ses épaules, et au moment où il va lui avouer ses sentiments, Renslayer qui s'est relevée de son K.O., touche Loki de dos avec son « bâton effaceur », et le brouille. Sylvie parvient ensuite à le lui prendre des mains et menace de la brouiller à son tour. Renslayer lui dit d'y aller, de l'éliminer, mais celle-ci refuse, lui intimant alors l'ordre de lui révéler toute la vérité sur le TVA.
Scène inter-générique

### Épisode 5:Voyage vers le mystère
- Mondial : 7 juillet 2021 sur Disney+

- Chris Hemsworth (Thor) (voix)

Loki apprend de ses trois Variants accompagnés d'un quatrième qui est un alligator, qu'il est dans le Néant et que l'immense nuage menaçant de couleur violette dont émerge une gueule monstrueuse se nomme Alioth. Loki et ses Variants partent aussitôt vers un lieu sûr. Pendant ce temps, dans la salle du tribunal du TVA où elle l'a emmenée, Sylvie tient Ravonna Renslayer en joue. Elle lui prend son Pad Temporel et lui demande qui est le créateur du TVA. Renslayer tente de l'amadouer et de s'attirer sa confiance en lui disant que Loki n'est pas mort et qu'elles poursuivent toutes deux le même but : comprendre qui a créé le TVA. Elle lui explique tout d'abord que quand le TVA brouille un Variant ou un nexus, il est impossible de détruire toute sa matière. Alors il est envoyé à un endroit du flux temporel où il arrêtera de grandir. En principe, le Variant ou l'anomalie n'est pas réinitialisé, mais transféré dans un Néant, à « la Fin des Temps » où chaque réalité entre en collision et s'immobilise subitement. Le dogme enseigne aux membres du TVA que la Fin des Temps s'écrit en permanence et que les Gardiens du Temps la transforment en une utopie. Renslayer ajoute que rien ne revient jamais du Néant. Sylvie lui accorde sa confiance et lui redonne son Pad afin qu'elle puisse interroger Miss Minutes.
De son côté, Loki apprend que le Néant est l'endroit où le TVA jette tous ce qu'il brouille et qu'Alioth est le gardien des lieux, qui annihile tout ce qu'il touche, rendant impossible toute tentative d'évasion. L'un des Variants de Loki, celui qui est un enfant, révèle à Loki que dans son flux temporel, il a tué Thor. Loki et ses Variants arrivent enfin à la cachette. Dans le tribunal, Renslayer demande à Miss Minutes d'avoir accès à des dossiers classifiés sur le commencement des temps et la fondation du TVA. Mais Sylvie lui demande plutôt des infos sur la Fin des Temps. Renslayer lui dit qu'il n'y a que le Néant. Sylvie lui répond : « Et si le Néant n'était pas la fin ? S'il y avait autre chose après ? ». Se cacher dans l'ombre des apocalypses a protégé Sylvie du TVA parce qu'elle ne pouvait pas y créer d'anomalie temporelle. Alors si la suite s'écrit en permanence, ce qui doit arriver n'est qu'un nouveau flux temporel. Il serait impossible d'y déclencher un nexus et elles pourraient y passer totalement inaperçues. Renslayer semble d'accord avec elle. Mais il est impossible d'aller plus loin que le Néant, car le Pad Temporel ne se connecterait à aucune destination. Étant dans l'impasse, Sylvie s'apprête à brouiller Renslayer. Mais c'est alors que Miss Minutes leur parle du Vaisseau Antimatière, un prototype conçu pour résister au vide temporel et qui pourrait donc accéder à la Fin des Temps. Tandis que Renslayer et Sylvie se mettent d'accord pour trouver et tuer celui qui a créé le TVA, Sylvie constate que Miss Minutes prend du temps à trouver le dossier sur le prototype. C'est alors que des Minuteurs débarquent dans la salle. La Variante de Loki a juste le temps de lui subtiliser son Pad, avant de, sous la menace, retourner sur elle le « bâton effaceur » et de se brouiller.
Dans la cachette, l'un des Variants de Loki, le fanfaron, dit avoir vaincu Captain America et Iron Man avant de voler les six Pierres d'Infinité, le classique est parvenu à échapper à Thanos grâce à ses illusions et s'est par la suite retiré sur une planète isolée durant de nombreuses années avant de se faire attraper lorsqu'il a cherché à la quitter. Loki est déterminé à vaincre Alioth et à s'échapper du Néant, ce qui provoque l'hilarité de ses semblables. Sortant de leur cachette, car la seule chose à faire ici, c'est de survivre, il tombe sur un autre groupe de Variants Loki dont le chef, le « président Loki », lui est semblable. Ceux-ci pénètrent dans la cachette, mais leur jeu d'alliances s'embourbe, tous se trahissent mutuellement et une bagarre générale éclate. Loki s'en extrait discrètement avec l'aide de son Variant classique, de l'enfant et de l'alligator.
Arrivée dans le Néant, Sylvie se retrouve poursuivie par Alioth. Elle a juste eu le temps de se connecter à lui et de « voir une citadelle ». Elle est sauvée par Mobius, qui arrive dans une voiture et lui permet de se dégager de ce mauvais pas. Ils retrouvent Loki et ses trois Variants. Sylvie et Loki se rapprochent de plus en plus sentimentalement. Elle se dit convaincue qu'Alioth est la clé du mystère, qu'il faut le vaincre et passer au-delà de ce nuage pour accéder à la Fin des Temps. Son idée est d'ensorceler Alioth pour libérer le passage. Le petit groupe se sépare, Sylvie donne le Pad Temporel à Mobius pour qu'il ouvre un portail et aille « réduire le TVA en cendres ». Les autres Loki décident de rester dans le Néant, car ils y sont chez eux. Loki et Sylvie s'avancent vers Alioth.

### Épisode 6:Pour toujours. À jamais.
- Mondial : 14 juillet 2021 sur Disney+

Loki et Sylvie débarquent sur un astéroïde à la Fin des Temps, leurs épées en main. Ils voient l'Éternel Flux Temporel en forme de cercle autour de cet astéroïde, qui en son sommet se trouve une citadelle. À l'intérieur, ils sont accueillis par Miss Minutes, qui leur souhaite la bienvenue dans la « Citadelle à la Fin des Temps ». Elle présente leur hôte comme étant « Celui Qui Demeure ». Loki lui demande qui il est. Elle lui répond qu'il a tout créé. Et il contrôle tout. À la fin, il n'y a que lui qui demeure. Elle leur annonce que ce dernier leur propose un marché : être réinsérés tous les deux dans le flux temporel, ensemble, à la place qu'ils désirent. Mais ils refusent car ils sont seuls maîtres de leur destin. Ils rencontrent enfin Celui Qui Demeure. À leur grande surprise, ils découvrent qu'il n'est qu'un humain. Il évite toutes les attaques de Sylvie et de Loki juste à temps grâce à son Pad Temporel.
Dans son bureau du TVA, Ravonna Renslayer est surprise par Mobius, qui lui tend la main pour cesser de protéger le secret concernant les Gardiens du Temps. Elle appelle le Chasseur D-90 pour l'arrêter. Mais Mobius l'informe que les agents du TVA connaissent maintenant son secret. Au même moment, la Chasseuse B-15, que Mobius a libérée, se rend à Fremont en 2018, pour montrer aux Minuteurs qui la poursuivent que Renslayer est une Variante nommée Rebecca Tourminet. Dans la Citadelle, Celui Qui Demeure montre à Loki et Sylvie des papiers où est écrit tout ce qui est censé arriver dans le futur. Loki croit à un tour de passe-passe. Il leur demande alors comment il réussit à éviter de se faire tuer. Sylvie lui dit que c'est simplement grâce à son Pad. Mais il leur révèle que si son Pad est déjà programmé avec tout ce dont il a besoin pour éviter d'être tué, c'est parce qu'il est au courant de tout et qu'il a déjà tout vu. Il connaît toutes les choses que le TVA ignore totalement. De plus, il révèle qu'il leur a ouvert la voie qui leur a permis de franchir la moindre étape, de Lamentis-1, du Néant et jusqu'à la Fin des Temps.
Au TVA, Renslayer s'apprête à partir dans un portail, mais Mobius lui propose de reconstruire ensemble le TVA en préservant le libre arbitre des Variants. Renslayer refuse tout net, cependant Mobius s'apprête à la brouiller. Ils s'affrontent tous deux. Renslayer finit par s'emparer du bâton brouilleur de Mobius mais, au lieu de le brouiller, part à travers le portail à la recherche du libre arbitre.
Dans la Citadelle, Celui Qui Demeure comprend les objections morales de Loki et Sylvie envers les agissements du TVA. Il leur avoue que ses méthodes sont trompeuses mais que la mission ne l'a jamais été. Sans lui et sans le TVA, tout s'enflammerait. Loki lui demande alors de quoi il a peur. Celui Qui Demeure lui répond que c’est lui-même qu’il craint. Sylvie lui demande qui il est réellement. Il lui dit que les gens lui ont attribué de nombreux noms différents, mais ceci ne se résume pas à un nom. Il commence alors à expliquer son histoire : il y a une éternité, bien avant la création du TVA, un Variant de lui-même vivait sur Terre au XXXIe siècle. C'était un scientifique qui avait découvert qu'il y avait d'autres univers empilés au-dessus du sien. Au même moment, d'autres versions de lui-même découvraient la même chose. Ils entrèrent en contact et durant quelque temps, une paix narcissique et autosatisfaite régna. Ils partagèrent leurs technologies et leurs savoirs en mettant à profit leurs univers respectifs pour améliorer les autres. Cependant, certaines versions de lui-même n'étaient pas aussi altruistes et voyaient dans ces nouveaux mondes de nouvelles terres à conquérir. La paix entre ces réalités explosa, se transformant en une guerre sans merci, chaque Variant se battant pour préserver son univers et annihiler les autres. Ce fut presque la fin de toute créature et de toute chose. Le premier Variant, mentionné par Celui Qui Demeure au début de son histoire, rencontra Alioth, une créature née des nombreuses déchirures de la réalité, capable de consumer le temps et l'espace eux-mêmes. Il jugulait les pouvoirs de ce monstre et se livrait à plusieurs expériences. Il militarisait Alioth et mit fin à la Guerre multiverselle. Après avoir isolé le flux temporel, il lui suffit de gérer le cours du temps et de l'empêcher de se diviser davantage en créant le TVA, les Gardiens du Temps et leur très efficace bureaucratie pour des siècles et des siècles d'harmonie cosmique.